# Colombiers (Orne)
Colombiers ist eine französische Gemeinde mit 334 Einwohnern (Stand 1. Januar 2022) im Département Orne in der Normandie. Die Gemeinde gehört zum Regionalen Naturpark Normandie-Maine. Das Gemeindegebiet wird vom Flüsschen Briante und mehrerer Zuflüsse durchquert.
Colombiers ist Mitglied des Gemeindebundes Communauté urbaine d’Alençon, dem unter anderem das regionale Linienbusnetz Transports urbains de la Communauté urbaine d’Alençon unterstellt ist.

## Demografie
| Jahr          | 1962 | 1968 | 1975 | 1982 | 1990 | 1999 | 2007 |
| ------------- | ---- | ---- | ---- | ---- | ---- | ---- | ---- |
| Einwohnerzahl | 297  | 264  | 302  | 351  | 334  | 326  | 340  |